# Hippoporella multiavicularia
Hippoporella multiavicularia är en mossdjursart som först beskrevs av Androsova 1958.  Hippoporella multiavicularia ingår i släktet Hippoporella och familjen Hippoporidridae. Inga underarter finns listade i Catalogue of Life.